# مويسيس لوبيز
مويسيس لوبيز (بالإسبانية: Moisés López)‏ هو دراج مكسيكي، ولد في 29 يونيو 1940.

## وصلات خارجية
- مويسيس لوبيز على موقع أرشيف الدراجات (الإنجليزية)
- مويسيس لوبيز على موقع إحصائيات الدراجات الإحترافية (الإنجليزية)
- مويسيس لوبيز على موقع أوليمبيديا (الإنجليزية)